# Tomàs Vicent Tosca i Mascó
Tomàs Vicent Tosca i Mascó (València, 21 de desembre de 1651 - 17 d'abril de 1723) fou un erudit valencià, matemàtic, cartògraf i teòleg, a banda de fundador del moviment dels novatores.

## Estudis
Va ingressar en l'Acadèmia Valenciana estudiant gramàtica, filosofia i teologia. Va estudiar grec, hebreu i italià. Es va dedicar durant la seua joventut a l'estudi de les ciències matemàtiques. Va ser a l'Acadèmia de Gandia i l'any 1672 va obtindre el títol de teòleg.
El 21 de març de 1675 va ser ordenat sacerdot gràcies als estudis eclesiàstics que va realitzar. El 29 d'octubre de 1678 els preveres de la Congregació de l'Oratori de Sant Felip de Neri de València el van nomenar prevere pel fet que des dels setze anys havia assumit diferents càrrecs com a zelador, secretari, lector, etc. Lliurat a les tasques de prevere, va poder conjugar la resta del seu temps a l'estudi de les ciències i la matemàtica.

## Fundació delsnovatores
L'any 1686 fundà a València el moviment dels novatores. La idea inicial fou crear una espècie d'Acadèmia matemàtica. Anys més tard, Tosca formà una nova acadèmia, que funcionava com una universitat, dirigida a la joventut estudiant valenciana i on el mateix pare Tosca impartia les classes relacionades amb les ciències. L'acadèmia va continuar funcionant fins a l'any 1717.

## Treballs

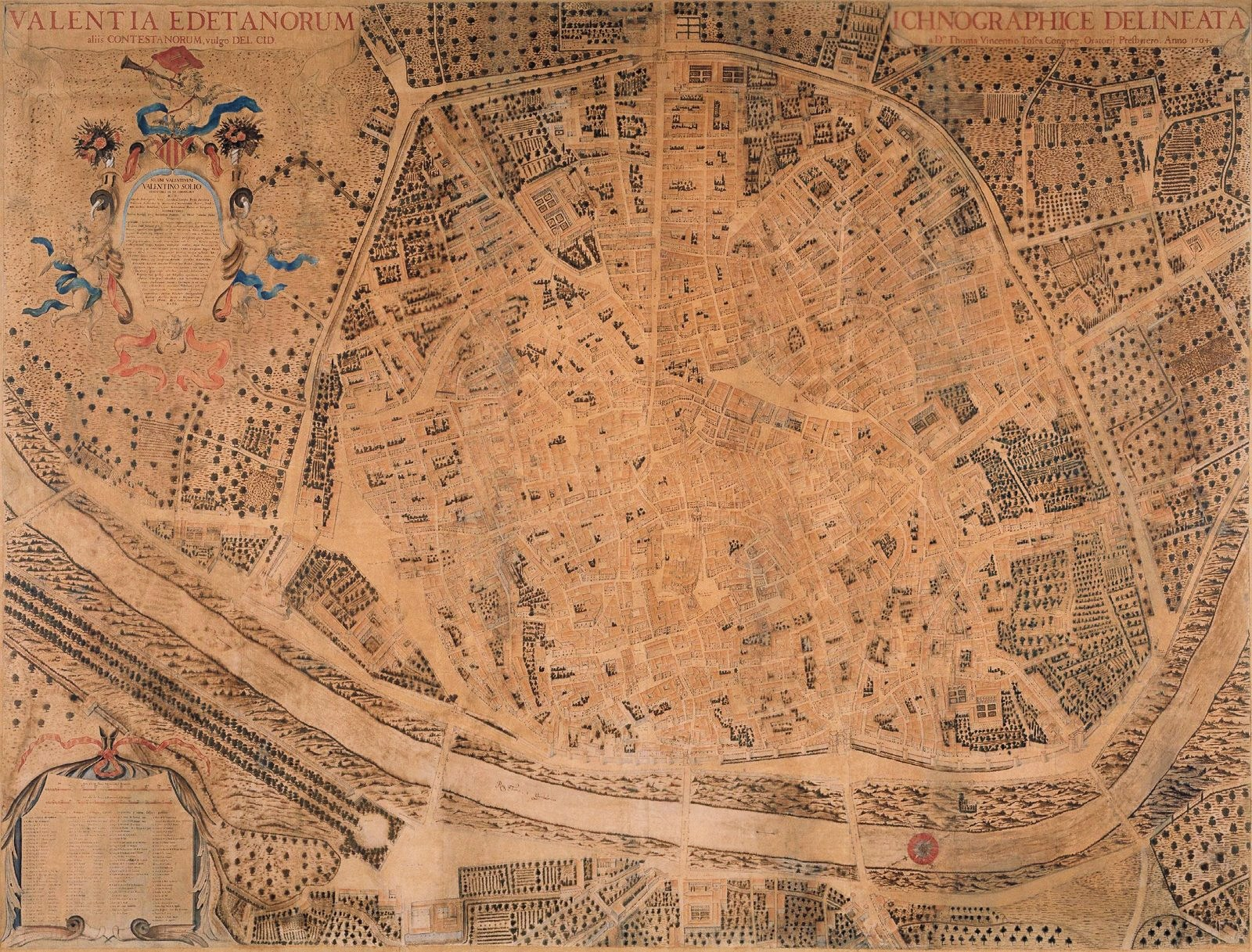
Plànol de València realitzat per Tosca.

Va dissenyar un minuciós plànol urbà de la ciutat de València, únic i excepcional per al principi del segle xviii, que es pot veure en forma de maqueta en l'actualitat en el MUVIM (Museu Valencià de la Il·lustració i la Modernitat). L'original es troba en l'Arxiu Municipal de la ciutat. Fet entre 1703 i 1704, aquest plànol de la ciutat fou dibuixat en perspectiva cavallera. S'hi pot observar la destresa de Tosca per al dibuix lineal; té minuciosos detalls d'edificis públics (com ara la Llotja de la Seda) i privats, carrers, places (com ara la plaça del Mercat), etc. Es diu que durant la seua execució, anava pels carrers de València amb moltes làmines, cavallets i altres atifells per dibuixar i, en veure'l, la gent va arribar a posar-li com a malnom el capellà de les ratlletes.
Durant els anys posteriors, va dissenyar i fabricar una màquina catòptrica que va dissenyar ell mateix d'acord amb les regles de la perspectiva, amb la qual entretenia i delectava els jóvens estudiants. Va dissenyar i va construir a mà un "Globus geogràfic" d'aproximadament 80 centímetres de diàmetre, amb el dibuix dels països.
Entre 1707 i 1715 (25 anys abans que l'obra d'Isaac Newton) dugué a terme la seua gran obra escrita Compendium Mathematicum en nou volums, prenent com a model el Cursus de Milliet Dechales, i amb fortes influències del Traité d'algèbre de Michel Rolle i els Éléments de Mathematiques de Jean Prestet. L'èxit d'esta obra va ser tan gran que van existir-ne altres reedicions posteriors, algunes en alemany, francès i italià.
El contingut dels volums del Compendium Mathematicum de Tosca eren:
- Tom I. Geometria elemental. Aritmètica inferior. Geometria pràctica.
- Tom II. Aritmètica superior. Àlgebra. Música.[4]
- Tom III. Trigonometria. Seccions còniques. Maquinària.
- Tom IV. Estàtica. Hidroestàtica. Hidrotècnia. Hidrometria.
- Tom V. Arquitectura civil. Pallisses i art de tallar la pedra. Arquitectura militar. Pirotècnia o artilleria.
- Tom VI. Òptica. Perspectiva. Catòptrica. Diòptrica. Meteors.
- Tom VII. Astronomia.
- Tom VIII. Astronomia pràctica. Geografia. Nàutica.
- Tom IX. Gnomònica.[5] Ordenació del temps. Astrologia.

Altres obres van ser el Compendium Philosophicum, de 1721, imprès en cinc toms, que comprenen les principals parts de la filosofia: racional, natural, transnatural, lògica i metafísica. Realitzà un tractat d'Arquitectura civil, pallisses, art de tallar la pedra, i rellotges, que es va editar el 1794, havent mort Tosca.
Es va encarregar del disseny i execució de l'església de Sant Tomàs i Sant Felip Neri, a la plaça de Sant Vicent Ferrer, que es començà a construir el 1725.
En el moment de la seua mort, el 17 d'abril de 1723 a l'edat de 71 anys, es trobava treballant en un altre compendi, ara teològic. En morir va deixar una biblioteca estimada en 1.000 volums.
El 21 de desembre del 2001, data del 350 aniversari del seu naixement, es va constituir a la seua casa natalícia de València el Centre Pare Tosca-Amics de l'Oratori, que té per objecte difondre el llegat de l'oratori de Sant Felip Neri a València i treballar pel diàleg entre l'evangeli i la cultura valenciana.